# یواس‌اس مارشال (دی‌دی-۶۷۶)
یواس‌اس مارشال (دی‌دی-۶۷۶) (به انگلیسی: USS Marshall (DD-676)) یک کشتی بود که طول آن ۱۱۴٫۷ متر (۳۷۶ فوت) بود. این کشتی در سال ۱۹۴۳ ساخته شد.